# Brasserie Sint Canarus
La Brasserie Sint Canarus (en néerlandais : Huisbrouwerij Sint Canarus) est une microbrasserie belge située à Gottem dans la commune de Deinze en province de Flandre-Orientale. Elle produit les bières Sint Canarus Tripel, De Maeght van Gottem et Potteloereke ainsi que des bières à façon. 
La brasserie se déclare elle-même comme étant la plus grande brasserie artisanale entre Deinze et Gand mais l'une des plus petites brasseries dans le monde.
Elle se situe Polderweg à côté de l'église de Gottem et de son cimetière. Elle est fondée par Piet Meirhaeghe qui travailla à l'ancienne brasserie Riva de Dentergem.

## Bières
Les principales bières produites sont :
- Sint Canarus Tripel, une bière blonde triple de fermentation haute au houblon de Poperinge titrant 7,5 % en volume d'alcool.
- Potteloereke, une bière brune de fermentation haute titrant 8 % en volume d'alcool et servie dans une pinte en grès.
- De Maeght van Gottem (La Vierge de Gottem), une bière blonde de fermentation haute titrant 7 % en volume d'alcool.

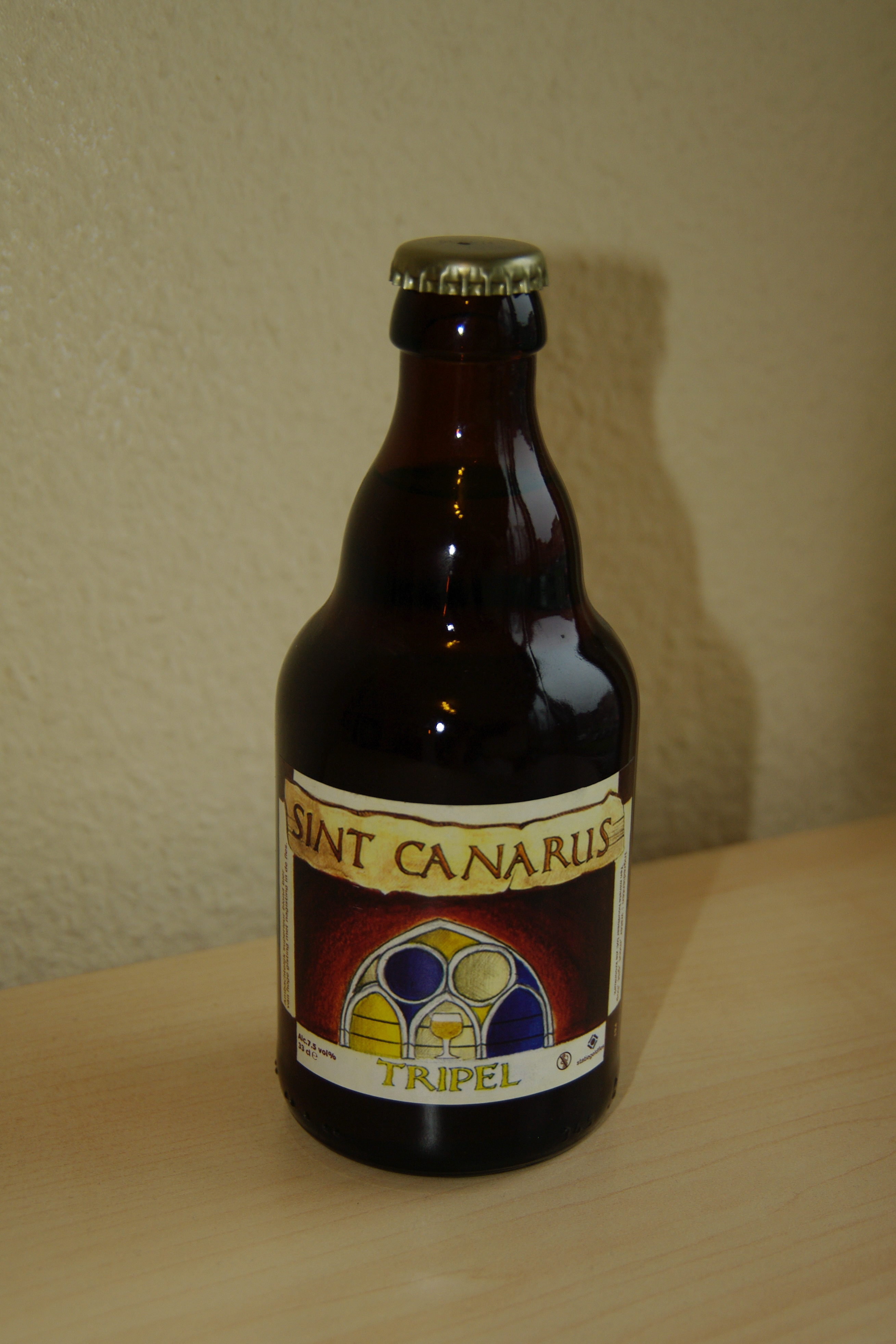
Sint Canarus Tripel

## Sources et liens externes
- (en)